# Aéroport d'Haradh
L'aéroport d'Haradh est un petit aéroport, dans le complexe pétrolier de Haradh, dans la province orientale de l'Arabie saoudite. 
L'aéroport occupe une superficie de 1,1 km ² à côté du camp résidentiel.

## Histoire et installations
La compagnie pétrolière nationale saoudienne, Saudi Aramco, est propriétaire et exploitant de cet aéroport de soutien logistique pour la compagnie. 
La compagnie a opéré des vols réguliers sur Boeing 737 et Dash 8 de et vers Dammam, pour son siège de Dhahran.
L'aéroport, fermé pour rénovation, devrait rouvrir en décembre 2015.
L'aéroport est doublé d'un héliport.